# Abri Beaver Pass
Pour les articles homonymes, voir Beaver.
 (mars 2020).
L'abri Beaver Pass est un refuge de montagne des North Cascades relevant du comté de Whatcom, dans l'État de Washington, dans le Nord-Ouest des États-Unis. Protégé au sein du parc national des North Cascades, il est inscrit au Registre national des lieux historiques depuis le 10 février 1989.